# Edgar Scheibe
Edgar Scheibe (* 23. Juli 1899 in Hannover; † 27. Juli 1977 ebenda) war ein deutscher Maler und Grafiker im Stil der Neuen Sachlichkeit. Der Dozent und mehrfach Ausgezeichnete gestaltete vielfach Gebrauchsgrafik wie etwa Plakate und Verpackungen für zahlreiche namhafte Unternehmen.

## Leben und Wirken
Geboren zur Zeit des Deutschen Kaiserreichs, absolvierte Edgar Scheibe seine Mittlere Reife an der hannoverschen Realschule 1, bevor er – mitten im Ersten Weltkrieg – ein Stipendium für die örtliche Kunstgewerbeschule erhielt. Doch 1917 wurde der Jugendliche als Soldat in den Krieg eingezogen.
Erst zu Beginn der Weimarer Republik konnte Edgar Scheibe von 1919 bis 1921 seine Kunststudien fortsetzten, darunter unter Fritz Burger-Mühlfeld.
Nach 1922 arbeitete Scheibe als Grafiker in verschiedenen graphischen Betrieben, gewann mehrfach Erste Preise bei Wettbewerben für die Gestaltung von Plakaten und Verpackungen. Der Künstler, der in Kontakt zu Kollegen wie Ernst Thoms und Grethe Jürgens stand und mit Erich Wegner und dessen Familie befreundet war, machte sich 1927 als Maler und Grafiker selbständig.
Ebenfalls 1927 nahm Edgar Scheibe, der Mitglied im Bund Deutscher Grafiker war, erstmals an den Herbstausstellungen des Kunstvereins Hannover teil. In den Folgejahren schuf Scheibe vor allem zahlreiche Plakate und Illustrationen für Unternehmen wie die Geha-Werke und Günther Wagner - Pelikan Werke sowie für die Continental Gummiwerke.
Zur Zeit des Nationalsozialismus und dem Jahr des Beginns des Zweiten Weltkrieges erhielt Edgar Scheibe von der Stadt Hannover den Auftrag zur Renovierung der Deckengemälde des Leineschlosses.
Schließlich wurde Edgar Scheibe 1941 abermals als Soldat eingezogen. Gemeinsam mit anderen Kriegsgefangenen des Zweiten Weltkrieges wurde er 1945 aus der Gefangenschaft durch die US-Amerikaner entlassen.
Zurück in Hannover, bemühte sich Scheibe um den Wiederaufbau des Bundes Bildender Künstler, gestaltete unter anderem das Erscheinungsbild der Neuen Presse, die Anfang September 1945 auf Antrag von Kurt Schumacher bei den Britischen Militärmachthabern als Nachfolgerin der sozialdemokratischen Tageszeitung Volkswille zunächst als Hannoversche Presse gegründet worden war.
Zur Zeit des Wirtschaftswunders war Edgar Scheibe von 1952 bis 1962 als vereidigter Sachverständiger für die Industrie- und Handelskammer Hannover tätig, arbeitete zeitweilig parallel Mitte der 1950er Jahre für das Fach „Physikalisches und Psychologisches der Farbe und Form“ in der Werbefachschule Hannover. Bei seinem künstlerischen Schaffen konzentrierte sich Scheibe seinerzeit auf die Bereiche Aquarellmalerei und das Arbeiten mit Wachsmalstiften.
1965 begann Scheibe als Dozent für künstlerische Schriftarten an der hannoverschen Volkshochschule. Nebenher erhielt er Aufträge von der damaligen Stadtsparkasse Hannover und der Nordwestlichen Eisen- und Stahl-Berufsgenossenschaft.
Edgar Scheibe starb in Hannover wenige Tage nach seinem 78sten Geburtstag.

## Ausstellungen (Auswahl)
- 1927: Erstmalige Teilnahme an der Herbstausstellungen des Kunstvereins Hannover[1]
- 1999: Posthum erste Einzelausstellung bei der Galerie Nikolaus Fischer in Frankfurt am Main[4]
- 2001–2002: Gemeinschaftsausstellung „Der stärkste Ausdruck unserer Tage“, neue Sachlichkeit in Hannover im Sprengel Museum Hannover[5]

## Auszeichnungen und Ehrungen (Auswahl)
- Edgar Scheibe erhielt in den 1920er Jahren mehrfach Erste Preise für Plakat- und Verpackungsgestaltungen.[1]
- Scheibe wurde mit der Verleihung der goldenen Hans-Buchholz-Medaille geehrt.[6]
- Seit 2003 ehrt die Edgar-Scheibe-Straße im hannoverschen Stadtteil List den Künstler der Neuen Sachlichkeit durch ihre Namensgebung.[4]